# Robert Siohan
Robert Siohan (Paris, 27 février 1894 - Paris, 16 juillet 1985) est un chef d'orchestre et compositeur français. Altiste de formation, il a aussi exercé les fonctions de chef de chœur.

## Biographie
Siohan étudie au Conservatoire de Paris avec Albert Lavignac, Georges Caussade et Charles-Marie Widor de 1909 à 1922. Premier prix d'alto, contrepoint et harmonie, il est altiste à la Société des concerts du Conservatoire. 
En 1921, il épouse Corrie Psichari, la petite-fille d'Ernest Renan et la fille de Jean Psichari. 
Vincent d'Indy l'encourage vers la direction d'orchestre, et, en 1924, Siohan dirige la création à Paris du Roi David d'Arthur Honegger.  Il fonde en 1929 les Concerts Siohan, qu'il dirige jusqu'en 1936 et où il crée de nombreuses œuvres contemporaines françaises, parmi lesquelles l'Ascension d'Olivier Messiaen en 1934. Il est nommé chef de chœur à l'Opéra en 1932 puis professeur de déchiffrage au Conservatoire de Paris en 1945, poste qu'il occupe jusqu'en 1962. Siohan soutient à la Sorbonne une thèse de doctorat (Théories nouvelles de l'harmonie) qui est publiée deux ans plus tard. En 1964, il est nommé inspecteur général de la musique. Siohan a principalement composé pour l'orchestre, et la musique de chambre. Son style s'apparente au néo-classicisme.
Il a travaillé pendant plus d'un demi-siècle dans la demeure familiale de son épouse Corrie Renan-Psichari-Siohan, l'hôtel Scheffer - Renan, dans le quartier de La Nouvelle Athènes, devenu en 1987 le musée de la vie romantique.

## Prix
- Prix Halphen, 1922 (pour son quatuor à cordes)
- Prix Blumenthal, 1926 (symphonie, quatuor, mélodies)

## Principales œuvres
- In memoriam, pour orchestre (1922)
- Quatuor à cordes (1922)
- Pièces, pour flûte seule (1924)
- Symphonie (1925-1926)
- Cantique au frère soleil, mélodie pour chœur et orchestre (1926)
- Le Baladin de satin cramoisi, opéra (1926-1927)
- Concerto pour violoncelle (1927)
- Concerto pour violon (1928)
- Hypérion, symphonie chorégraphique (1938)
- Concerto pour piano (1939)
- Mallarméennes, pour piano (1945)
- Quatuor avec piano (1969, 1977)
- Jeux phonétiques, pour chœur et orchestre (1972)
- Trois dialogues, pour violon et piano (1975)
- Thrène (1982)